# Frieda Hempel
Frieda Hempel, född 26 juni 1885 i Leipzig, död 7 oktober 1955 i Berlin, var en tysk operasångerska (koloratursopran). Kort efter debuten i Tyskland anträdde Hempel en internationell karriär och sjöng på scener i såväl Europa som USA. Efter att 1921 lämnat operagenren, turnerade hon som konsertsångerska på tre kontinenter och hade vid sin pensionering varit i musikens tjänst i nära femtio år.

## Biografi
Hempel inskrevs 1900 vid Leipzigs konservatorium för att studera piano, men inledde 1902 sångstudier under Selma Nicklass-Kempners ledning vid Sternska konservatoriet i Berlin. Hon debuterade på operan i Breslau (Wrocław) 1905 och uppträdde året därpå vid Bayreuthfestspelen. 1905 anställdes hon vid Schwerins stadsteater och på önskan av Vilhelm II övergick hon 1907 till Staatsoper Unter den Linden i Berlin, där hon blev mycket omtyckt. Gästspel följde 1906–1908 i München, Hannover, Wiesbaden, Wien, Mannheim, Bremen och på Covent Garden i London. Därutöver uppträdde hon 1908 på Kungliga Operan i Stockholm, 1909 på Opéra de Monte-Carlo och på De Munt i Bryssel samt 1910 i Basel, Riga, Budapest, Warszawa och på L'Opéra Garnier i Paris. 1913 medverkade hon vid Berlinpremiären av Ariadne på Naxos på Großes Schauspielhaus och sägs ha utvalts av Richard Strauss personligen till fältmarskalkinnan vid uruppförandet av Rosenkavaljeren i Berlin.
1912 kom Hempel till New York och fick engagemang på Metropolitan Opera House, där hon debuterade som Marguerite i Hugenotterna med Enrico Caruso som motspelare. Sammanlagt deltog hon i 155 uppsättningar där fram till december 1919, och var så populär, att hon ansågs vara prima donnan Marcella Sembrichs efterträdare. Efter tiden vid Metropolitan var hon 1920–1921 verksam vid en opera i Chicago och medföljde det sistnämnda året ensemblen till San Francisco, där Hempel gav bejublade nummer på en Jenny Lind-konsert. Under huvuddelen av livet var Hempel bosatt i New York. Mellan 1918 och 1926 var hon gift med amerikanen William B. Kahn och blev amerikansk medborgare.
Parallellt med nämnda utlandsvistelser gästspelade hon 1907–1914 i både Berlin och Frankrike, men också i Hamburg och London. 1921 lämnade hon operan för att sysselsätta sig som konsertsångerska och framträdde förutom i Europa och USA också i Japan, Indien och Australien. 1935 turnerade hon i England, 1936 i Köpenhamn och 1938 samt igen 1950 i Belgien och Holland. Ännu 1951 gav hon en liederkonsert i New York. Hon bedrev också undervisning i New York och Francisco. På grund av sjukdom beslöt hon 1955 att flytta hem till Tyskland och avled i oktober samma år.
Förutom paradrollen fältmarskalkinnan i Rosenkavaljeren, räknas nattens drottning i Trollflöjten, Violetta i La traviata och Eva i Mästersångarna i Nürnberg till Hempels främsta insatser. 1955 utkom hennes memoarbok Mein Leben dem Gesang. Flitig som grammofonsångerska, gjorde Hempel inspelningar för flera bolag under en period om tjugo år. De första skivorna gjordes för Odeon 1906–1909, därefter för Gramophone Company och Victor 1912–1917, Edison 1917–1923 samt 1928 och för His Master's Voice 1923–1925. Ett radioframträdande i februari 1929 i och med Thomas Edisons födelsedag spelades också in. Repertoaren bestod mestadels av italienska och franska operapartier, men även av några tyska alster och populära amerikanska sånger.